# 다루마

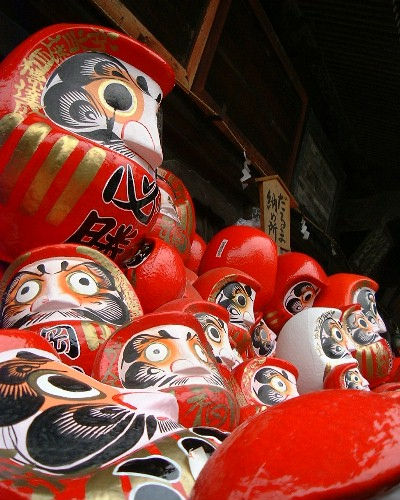
일본 군마현 쇼린잔 절에 있는 다루마

다루마(일본어: だるま)는 불교의 한 유파인 선종 개조의 달마의 좌선 모습을 본떠 일본에서 만든 인형이나 장난감이고 우리말로는 달마라고 부른다. 손과 발은 없고 붉은 옷을 입고 있다. 사업번창, 개운출세(開運出世)의 효능이 있다고 전해진다. 다루마는 눈이 그려지지 않은 것이 많은데 신사나 절에 가서 소원을 담아 그 소원이 이루어지길 빌면서 눈을 그려 넣는 경우가 있다. 그 곳에서 여러 가지 크기나 색상의 종류인 다루마를 파는 시장이 열린다.

## 역사
에도 시대에 중국에서 나가사키의 사원에 전래된 것으로 상인들의 신앙 대상으로 일본에 널리 보급되었다. 전래될 당시 다루마는 노란색이었는데 현재는 빨간색이다. 이는 중국의 전통과 맞물린 때문이라고도 하고, 달마대사(達磨大師)가 수행할 때 입은 붉은 가사 때문이라고도 한다.
일본인에게 가장 친밀한 상징물이자 몇번을 넘어져도 다시 일어나는 오뚝이를 인내와 노력의 상징으로 삼아, 상점의 번창 외에도 선거나 수험시에 대활약을 한다. 일명 오뚝이로 불리는 이 다루마 모델의 기원은 5세기경 인도에서 비롯되어 그 뒤 중국에서 선종을 개파한 달마대사에 이르렀다. 손발이 없는 독특한 모양은 대사가 좌선을 한 모습을 본딴 것으로 빨간색은 법의의 색이라 한다.
최근에는 황색이나 금색 등 빨간색 이외의 것도 다수의 색상으로 생산되고 있으며, 크기도 다양하고 세부 디자인도 각양각색이다. 다른 엥기모노(縁起もの)
와 다루마의 차이점은 사용하는 방법에 있다. 단지 장식하는 것만이 아니라, 기원할 때 "네가이니가케루"라고 표현한다. 보통 다루마는 처음에는 눈이 그려져 있지 않았다. 시험이나 선거, 장사 번영, 가내 안전 등 산 사람이 염원을 담아 한쪽 눈을 그리고, 그것이 이루어지면 다른 한쪽 눈을 그려넣어 얼굴을 완성시킨다.
또한 다루마의 탄생은 지금부터 약 200년 전이라고 하는데, 그 정도로 오랫동안 애용되어온 데는 오뚝이라 불리는 독특한 모양새에도 이유가 있다. 몇 번을 넘어져도 다시 일어나는 그 모습이 나쁜 일이 일어나도 다시 일어서는 불굴의 정신을 상기시켜주기 때문일 것이다. 전국적으로 80%의 시장점유율을 자랑하는 군마현 다카사키시에는 다루마만을 파는 시장인 다루마이치(達磨市)가 매년 1월 6일 열려 신년의 거대한 풍물시장이 되고 있다.

## 종류

### 오키아가리코보시
오키아가리코보시(일본어: 起き上がり小法師)란 일어나는 동자승이라는 뜻으로, 오뚝이처럼 쓰러뜨려도 다루마가 스스로 일어나는 모습을 말하며 달마의 9년 동안 좌선을 계속한 우화와 걸맞다고 하여 달마 얼굴이 그려져 있다.

## 다루마를 이용한 놀이

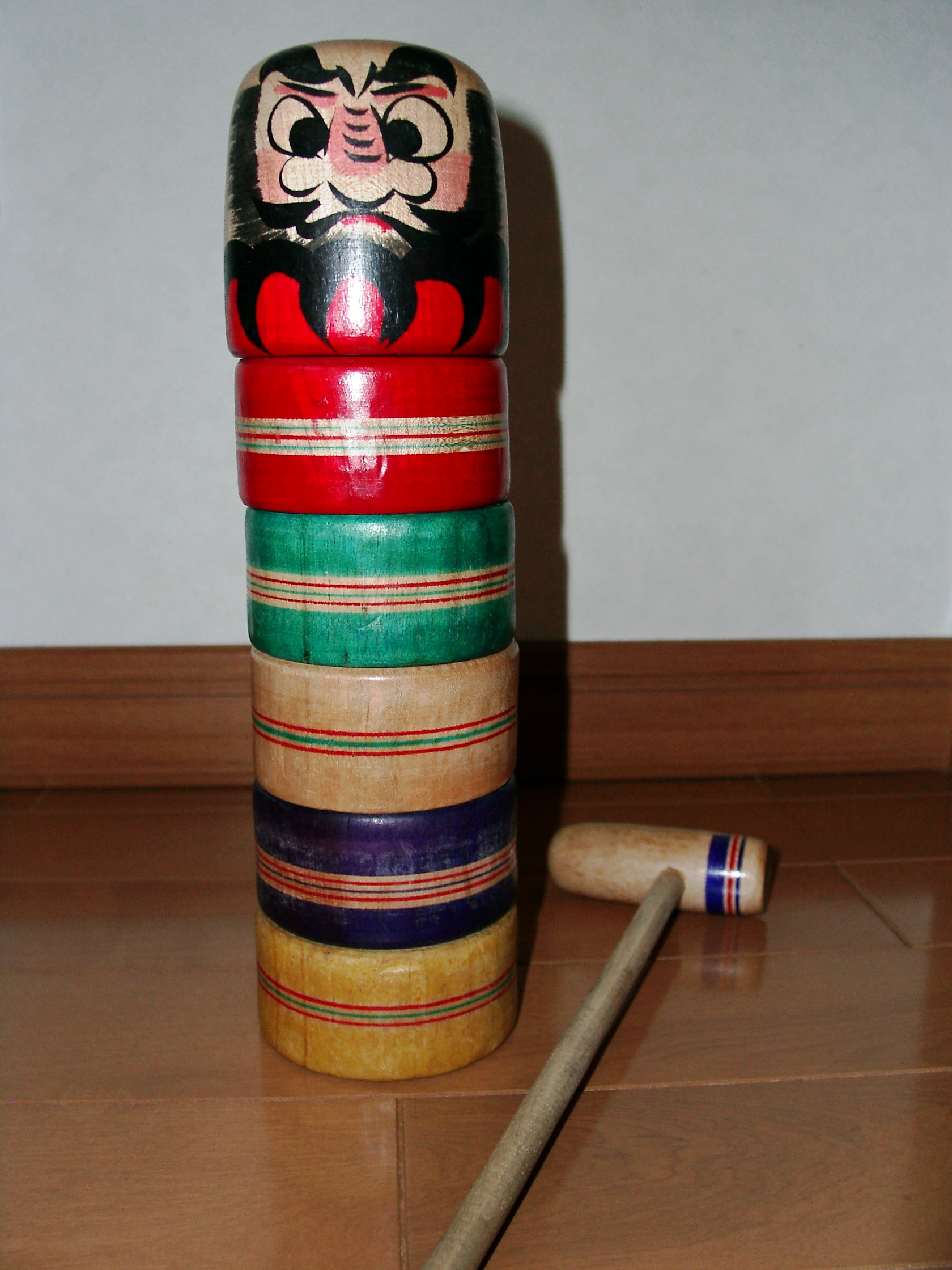
다루마오토시

### 다루마오토시
다루마오토시(だるま落とし)는 일본의 전통 놀이로써 나무로 만든 조각을 나무 망치를 이용하여 밑에서부터 빼낸다. 단, 위에 있는 나무 조각들이 쓰러지면 안 된다. 쓰러지지 않고 하나씩 차례차례 돌아가면서 무사히 빼내야 한다.

## 같이 보기
- 일본 인형